# Романово (Рязанская область)
Романово — село в Клепиковском районе Рязанской области, входит в состав Алексеевского сельского поселения.

## География
Село расположено в 19 км на запад от центра поселения села Алексеево и в 36 км на восток от райцентра Спас-Клепики. 

## История
До построения церкви Романово в качестве деревни принадлежало к приходу села Тумы Воскресенской. В 1868 году в Романове была построена деревянная церковь в честь святого Благоверного Князя Александра Невского с теплым Покровским приделом. В 1879 году она обнесена деревянной оградой. В доме, принадлежащем церкви, помещалась церковно-приходская школа. 
В конце XIX — начале XX века село относилось к Колесниковской волости Касимовского уезда Рязанской губернии. В 1859 году в селе числилось 55 дворов, в 1906 году — 103 двора.

## Население
| 1859 | 1906 |
| ---- | ---- |
| 407  | 653  |

| 1859 | 1897 | 1906 | 2010 |
| ---- | ---- | ---- | ---- |
| 407  | ↗541 | ↗653 | ↘1   |